# Osmi nervni slom
Osmi nervni slom sedmi je studijski album srpskog rock/hard rock sastava Riblja čorba. Objavljen je 1986. u izdanju diskografske kuće PGP RTB.

## Popis pjesama
| Br. | Skladba                             | Trajanje |
| --- | ----------------------------------- | -------- |
| 1.  | »Nemoj da ideš mojom ulicom«        |          |
| 2.  | »Južna Afrika '85 (Ja ću da pevam)« |          |
| 3.  | »Jedan čovek«                       |          |
| 4.  | »Ljuti Rok'n'Roll«                  |          |
| 5.  | »Sutra me probudi«                  |          |
| 6.  | »Amsterdam«                         |          |
| 7.  | »Tu nema Boga, nema pravde«         |          |
| 8.  | »Crno je dole«                      |          |
| 9.  | »Cava«                              |          |
| 10. | »Prokleto sam«                      |          |